# 布鲁诺·米勒
布鲁诺·米勒（德語：Bruno Müller，1902年10月11日—1975年6月8日），德国男子赛艇运动员。他曾代表德国参加1928年夏季奥林匹克运动会赛艇比赛，获得男子双人单桨无舵手金牌。